# Consulta sobre el futur del correbous a Vidreres

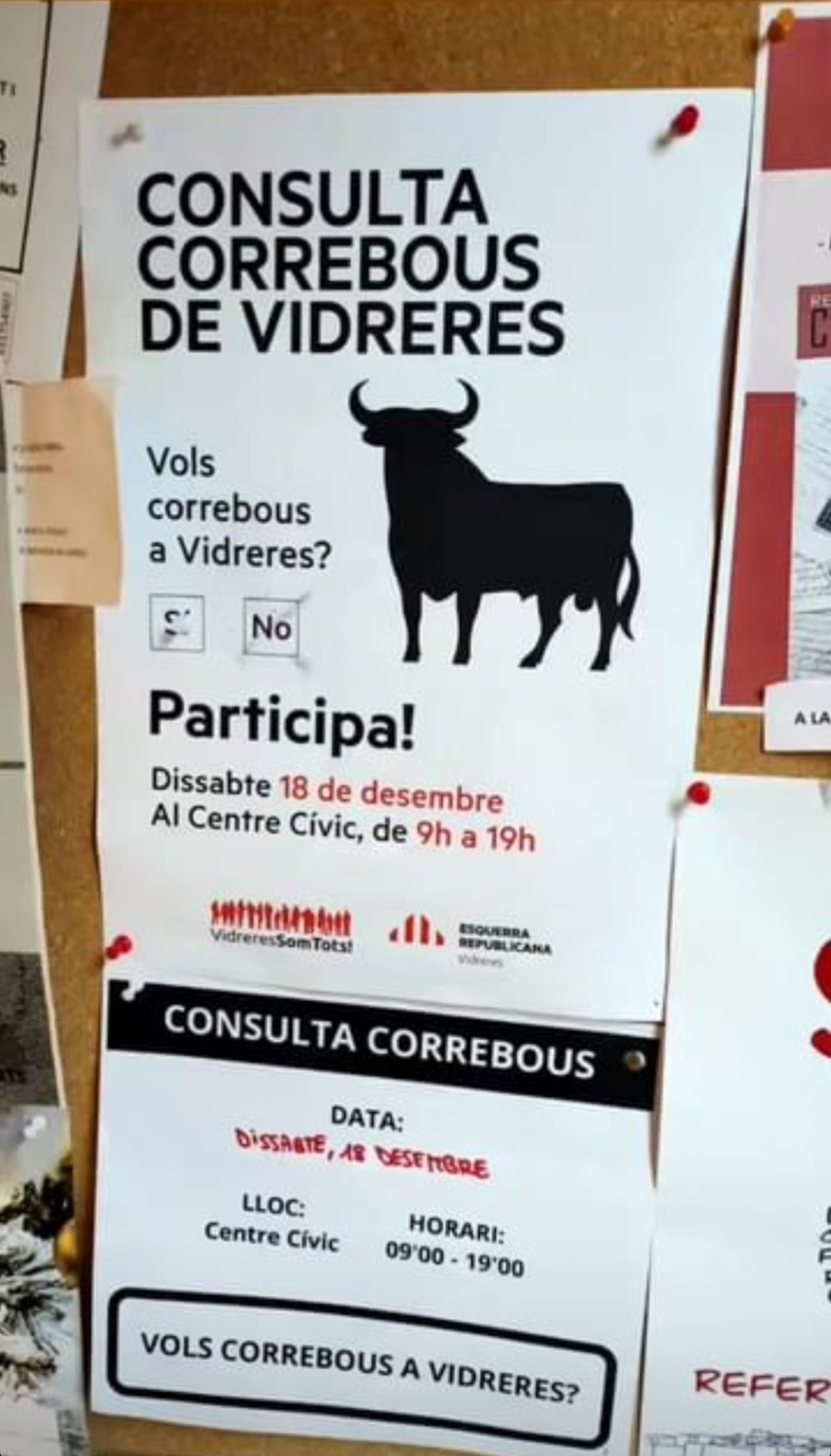
Cartell d'ERC Vidreres al Casino La Unió convocant a la consulta

La consulta sobre el futur dels correbous a Vidreres fou una consulta popular no referendària que es va celebrar el dissabte 18 de desembre de 2021 al municipi català Vidreres sobre el futur dels correbous. Prevista celebrar per al 20 de març del 2020, es va suspendre per la pandèmia de COVID-19.
La causa més immediata de la convocatòria fou un incident que es va produir en la darrera festa major del poble, el setembre de 2019, en què un bou es va escapar i va deixar dinou ferits. Des de fa més de trenta-cinc anys que és tradició celebrar el correbou en la festa major del poble.
El resultat del referèndum fou la preservació l'espectacle taurí de la Festa Major amb el 53,5% dels vots. Es manté com l'únic municipi de les comarques gironines que encara celebra els correbous.